# Mickle Fell
Der Mickle Fell ist ein Berg im Norden Englands. Er liegt in den Pennines in der Grafschaft County Durham und ist 788 m hoch. 
Einst stellte der Mickle Fell die höchste Erhebung der historischen Grafschaft Yorkshire dar. Aufgrund von Grenzverschiebungen im Zuge des Local Government Act 1972 kam er jedoch ab dem 1. April 1974 zum County Durham und ist seitdem die höchste Erhebung dieser Grafschaft. Der Name des Berges stammt vom Altnorwegischen Mikill für Groß und Fell (oder fjäll), was Berg oder Hügel bedeutet.
Der Berg ragt inmitten eines Hochmoores auf und ist nur schwer erreichbar. Durch seine markante Form ist er ein weithin erkennbarer Orientierungspunkt und ist vor allem von den Hügeln des Lake District gut zu sehen.
Die Umgebung des Mickle Fell ist Teil eines Truppenübungsplatzes des britischen Verteidigungsministeriums und ist daher nur eingeschränkt begehbar. Aufstiege sind vom westlich gelegenen Tal des Eden sowie vom östlich gelegenen Tal des Tees-Oberlaufes möglich.
Mit einer relativen Höhe von über 200 m im Vergleich zur Umgebung stellt der Mickle Fell einen der wenigen englischen Marilyns dar. Per definitionem erreichen sie eine relative Höhe von mindestens 150 m. 
Der über 400 km lange Pennine Way passiert den Gipfel am sogenannten High Cup, einem großen Krater westlich des Gipfels inmitten des Moorgebietes. 